# Tropus (hudba)
Tropus (pl. tropy) v souvislosti s gregoriánským chorálem označuje dodatky a rozšíření k daným liturgickým gregoriánským zpěvům.

## Charakteristika
Tropy doplňují předlohu, jak po stránce textové, tak melodické, aniž by ovšem měnily její charakter. Tropy mohou mít funkci čistě melodických dodatků (melismat), jako textové výplně na již existujících melismatech, nebo jako doplňující texty s vlastní melodií, které zpěv základního hlasu uvozují, nebo jsou vsunuty či připojeny.
První tropy vznikly v karolinské době.
Zvláštní případ tropů jsou (klasické) sekvence.